# Estación de Dulliken
La estación de Dulliken es una estación ferroviaria de la comuna suiza de Dulliken, en el Cantón de Soleura.

## Historia y situación
La estación de Dulliken fue inaugurada en el año 1856 con la puesta en servicio de la línea Olten - Aarau por parte del Schweizerische Centralbahn (SCB). En 1902 la compañía pasaría a ser absorbida por SBB-CFF-FFS.
Se encuentra ubicada en la zona oeste del núcleo urbano de Dulliken. Cuenta con dos andenes, uno central y otro lateral a los que acceden tres vías pasantes, a las que hay que sumar otra vía pasante más.
En términos ferroviarios, la estación se sitúa en la línea Olten - Aarau, que prosigue hacia Baden y Zúrich. Sus dependencias ferroviarias colaterales son la estación de Olten, inicio de la línea y la estación de Däniken en dirección Aarau.

## Servicios ferroviarios
Los servicios ferroviarios de esta estación están prestados por SBB-CFF-FFS:

### S-Bahn Argovia
En la estación efectúan parada trenes de dos líneas de la red S-Bahn Argovia:
- S 23 Langenthal – Olten – Aarau – Lenzburg – Brugg – Baden
- S 29 (Langenthal – Olten –) Aarau – Wildegg – Brugg – Turgi.